# Хумо (хоккейный клуб)
«Хумо́» (узб. «Humo» Toshkent xokkey klubi / «Ҳумо» Тошкент хоккей клуби) — узбекистанский хоккейный клуб из города Ташкент. Основан в конце 2018 года. Назван в честь мифической птицы Хумо́, которая в Узбекистане считается птицей счастья, мира и доброты.
Домашние матчи проводил на ташкентской ледовой арене «Хумо Арена», вмещающей 12 500 зрителей.

## История
15 января 2018 года был зарегистрирован хоккейный клуб "Хумо". Вскоре, 20 января того же года, открылась хоккейная школа "Хумо".
10 февраля 2019 года клуб принял участие в первом чемпионате Республики Узбекистан, где занял первое место в регулярном чемпионате. 27 апреля 2019 года "Хумо" участвовал в первом международном товарищеском турнире, проходившем в Ташкенте.
В начале июня 2019 года было объявлено об участии хоккейного клуба «Хумо» в ВХЛ с сезона 2019/2020. Тогда же было объявлено, что главным тренером и генеральным менеджером назначены россиянин Евгений Попихин и латыш Нормундс Сейейс соответственно. 11 августа 2019 года "Хумо" занял третье место в Кубке губернатора Нижегородской области, одержав победы над клубами КХЛ «Торпедо» из Нижнего Новгорода и «Динамо» из Минска.
11 сентября 2019 года клуб начал участие в чемпионате ВХЛ 2019-2020, одержав крупную победу над ХК “Рязань” со счетом 5:0. 15 сентября 2019 года команда "Хумо-2" стартовала в Открытом чемпионате Республики Казахстан.
5 февраля 2020 года клуб досрочно вышел в плей-офф ВХЛ и провел первый в Средней Азии мишкопад. 7 марта 2020 года "Хумо" вышел во второй раунд плей-офф, одержав победу в семи матчах над многократным чемпионом ВХЛ «Торос».
27 апреля 2020 года клуб завоевал виртуальный кубок Петрова. 8 мая 2020 года "Хумо" был признан "Лучшим спортивным клубом" и "Брендом года" по версии ADWEEK 2019.
29 июля 2020 года клуб получил титул "Прорыв года" в ВХЛ.
9 мая 2022 года воспитанники детской школы "Хумо" приняли участие в тренировочных сборах в Кузбассе в составе сборной Tashkent Select. 28 мая 2022 года детская команда "Хумо" U10 заняла первое место в турнире, посвященном Международному дню защиты детей.
12 июля 2022 года клуб вернулся в большой хоккей, приняв участие в Pro Hokei Ligasy. 13 ноября 2022 года команда "Хумо" U10 впервые участвовала в международном турнире в Бишкеке.
12 января 2023 года клуб досрочно вышел в плей-офф Pro Hokei Ligasy. 8 февраля 2023 года "Хумо" завершил регулярный чемпионат Pro Hokei Ligasy сезона 2022/2023 на втором месте.
17 марта 2023 года юношеская сборная Узбекистана U18 с хоккеистами "Хумо" в составе стала чемпионом Азии и Океании, одержав пять побед в пяти матчах над сборными Туркменистана, Ирана, Монголии, Таиланда и ОАЭ.
12 апреля 2023 года клуб получил серебряные медали Pro Hokei Ligasy за второе место по итогам сезона 2022/2023.
17 июля 2023 года впервые в истории хоккея Узбекистана была открыта продажа абонементов на сезон.
5 марта 2024 года "Хумо" впервые в истории вылетел из первого круга плей-офф Pro Hokei Ligasy.
4 апреля 2025 "Хумо" проиграл седьмой матч второго раунда плей-офф Pro Hokei Ligasy против Усть-Каменогорского "Торпедо", ведя до этого в серии 3–1.
В июле 2025 года появилась информация, что клуб пропустит сезон чемпионата Казахстана.